# Клотье, Уильям
Уильям Джексон Клотье (англ. William Jackson Clothier, род. 27 сентября 1881, Шерон-Хилл, Пенсильвания — ум. 4 сентября 1962, Филадельфия) — американский теннисист, победитель Национального чемпионата США 1906 года в мужском одиночном разряде, первый президент Международного зала теннисной славы.

## Биография
Родился Уильям Клотье в 1881 году в небольшом городке Шерон-Хилл, в Пенсильвании.
В 1902 году, будучи студентом Гарвардского университета, выиграл межвузовский чемпионат по теннису в одиночном и в парном (вместе с Эдвардом Леонардом) разрядах.
Одиннадцать раз (между 1901 и 1914) входил в десятку сильнейших теннисистов США, и был номером 1 в 1906 году. В том же, 1906, году он завоевал титул на Чемпионате США в мужском одиночном разряде и, как потом сам вспоминал, он «никогда в своей жизни не играл лучше». Уверенности игре Клотье добавила сложнейшая победа в четвертьфинале над Фредом Александером, когда он в пятом сете смог отыграться со счета 2-5 и 0-40. После успешного завершения этой встречи без особых проблем выиграл оставшиеся матчи и в финале уверенно со счетом 6:3, 6:0, 6:4 победил Билса Райта.
Клотье ещё дважды выходил в финал Чемпионата США: в 1904 он уступил Холкому Уорду, а в 1909 году было поражение в пяти сетах от Уильяма Ларнеда.
В 1905 году первый и единственный раз выступал на Уимблдоне. И хотя он уже в третьем круге проиграл в пяти партиях Энтони Уилдингу, но тот матч был отмечен комментаторами и теннисными историками. Американец не смог использовать преимущество 2-0 по сетам и 40-15 в третьей партии, и в итоге ушел с корта побежденным, после трех с половиной часов напряженной борьбы. По словам известного историка тенниса Уоллеса Mайерса оба игрока в том поединке продемонстрировали элегантный красивый теннис, силу, юношескую энергию и волю к победе (Майерс: «Оба они представляли собой такие великолепные образцы молодости и энергии, так жестко атаковали, и были такими доблестными бойцами…»).
Клотье принимал участие в двух розыграшах Кубка Дэвиса. В 1905 году, в матчах полуфинала, когда американцы на кортах Королевского Клуба играли против сборной Франции, он одержал две достаточно убедительных победы: сначала со счётом 6-3 6-4 6-4 одолел Макса Декюжи, и потом в пятом, уже ничего не решавшем матче, в четырёх сетах победил Мориса Жермо. В финале же (в челлендж-раунде), где сборной США противостояла команда Великобритании, Клотье провел только один матч, против Сидни Смита, и он потерпел поражение в трёх сетах. В 1909 году он сыграл в двух матчах финала и не играл в челлендж-раунде. В общей сложности Клотье провёл за сборную США в Кубке Дэвиса пять матчей, и четыре из них он выиграл.
Дважды, в 1935 и в 1936 годах, выигрывал Чемпионат США в категории «отец и сын» в паре с Уильямом Клотье-младшим.
В 1956 году был удостоен места в Международном зале теннисной славы.
Умер в Филадельфии, в 1962 году, в возрасте 80 лет.

## Игровой стиль
Высокий мощный Клотье предпочитал играть в атакующем стиле и после выполнения подачи сразу же шёл к сетке. По словам Реджинальда Дохерти, он копировал стиль другого американца, Малькольма Уитмена, хотя при этом был не столь хорош, и его драй-воллей значительно превосходил его игру с задней линии.

## Выступления на турнирах Большого шлема

### Чемпионат США
- Мужской одиночный разряд — победа (1906), финал (1904, 1909)
- Смешанный парный разряд — финал (1912)